# Tranvia Varese-Angera
La tramvia Varese-Angera era una linea tramviaria dell'Alto Varesotto che univa la città di Varese ad Angera.
Aperta nel 1914, fu una delle ultime tranvie ad entrare in servizio nell'Alto Varesotto e la prima a chiudere i battenti, dato che l'esercizio fu soppresso nel 1940.

## Storia

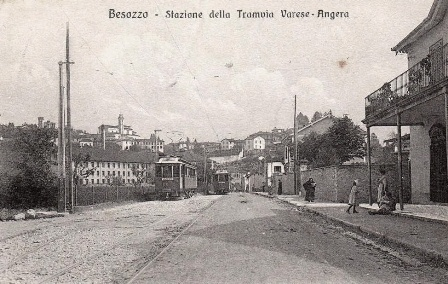
Stazione tranviaria di Besozzo

### Le origini
L'idea di un collegamento a mezzo tram tra Varese e il basso Verbano nacque agli inizi del Novecento. Accantonato un primo progetto elaborato dall'ingegner Lavatelli per una linea che transitasse da Azzate e Varano Borghi, nuovo promotore dell'iniziativa fu il Senatore Giulio Adamoli che, assieme ad influenti personaggi di Gavirate ed Angera, prese contatto con la Società Varesina per Imprese Elettriche (SVIE), concessionaria del servizio tranviario, la quale stava ultimando la costruzione delle tranvie che dal centro di Varese avrebbero raggiunto i borghi di Azzate e Masnago.
Fu costituito un comitato promotore, presieduto dallo stesso Adamoli, che presentò un progetto per prolungare la Tranvia Varese-Masnago ad Angera, collegando anche i centri di Gavirate e Besozzo. In linea di massima la SVIE si mostrò d'accordo nell'accogliere il progetto, che tra l'altro le avrebbe consentito di collegare questa nuova tranvia con quella che da circa un anno collegava Varese a Luino, dando modo di raggiungere sia l'Alto che il Basso Lago Maggiore.
Coloro che osteggiarono il progetto fecero notare al Comitato Promotore e alla SVIE, che le scarse risorse economiche locali e le limitate attrattive turistiche non giustificavano gli investimenti e l'utilità economica di questa nuova tranvia. Fu così che la società varesina rinunciò al prolungamento della Varese-Masnago. La situazione, in breve tempo, cambiò: la Società Navigazione Lago Maggiore istituì un battello celere per merci e passeggeri che collegava Arona ad Angera. Di conseguenza si creò una forte corrente di traffico tra questa località e Varese, cosa che spinse il Comitato Promotore a rilanciare l'idea della tranvia.
Secondo il progetto definitivo, essa si sarebbe sviluppata lungo un tracciato di 28 chilometri che avrebbe attraversato i centri di Casciago, Luvinate, Barasso, Comerio, Gavirate, Bardello, Besozzo, Brebbia, Ispra per arrivare ad Angera. Superate alcune difficoltà burocratiche, il Senatore Adamoli propose di trasformare il Comitato Promotore in una società che avrebbe dovuto gestire la nuova tranvia. Fu così che il 1º febbraio 1912 si costituì a Milano la Società Anonima Tramvie Orientali del Verbano (SATOV).

### La costruzione e l'inaugurazione della linea

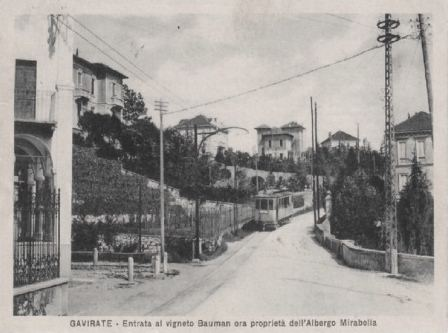
Gavirate, vigneto Bauman

L'inizio dei lavori furono ritardati da numerosi ostacoli. In particolare, vi fu opposizione da parte della SVIE che accampava sulla tranvia diritti di privilegio e prelazione. Fu solo il 6 aprile 1912 che la situazione si sbloccò, quando venne firmata una convenzione tra la SVIE e la SATOV, in base alla quale quest'ultima avrebbe costruito la propria tranvia lungo una linea indipendente da quella della prima, che avrebbe fornito l'energia elettrica necessaria alla trazione.
Il 6 giugno 1912 con Regio Decreto nº 963 lo Stato concesse alla SATOV la gestione della linea, a trazione elettrica e scartamento metrico, per 50 anni. I lavori iniziarono poco dopo e la tranvia fu aperta al pubblico servizio il 23 marzo 1914.

Così il Corriere della Sera di quel giorno diede l'annuncio dell'inaugurazione: 
 Furono istituite corse dirette nelle giornate festive, con orario studiato in modo da favorire le gite sul Lago Maggiore. I tram furono quasi sempre costituiti dalla sola elettromotrice, perché i rimorchi troppo leggeri venivano impiegati di rado e comunque limitatamente alla tratta Varese-Besozzo. La loro tendenza a sviare li fece soprannominare mangiaerba. Il servizio merci fu limitato alla tratta da Varese a Bardello.

### Esercizio e declino

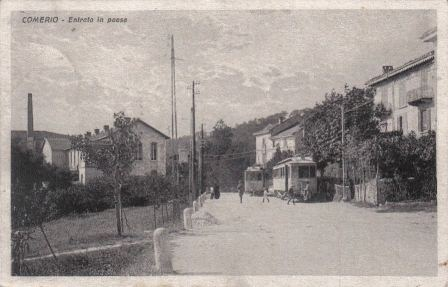
Comerio con il tram

A seguito dell'ingresso dell'Italia nel conflitto della prima guerra mondiale, le corse di tutte le tranvie vennero ridotte, il traffico dei turisti cessò e buona parte del personale richiamato alle armi. Dopo la Battaglia di Caporetto, tutti gli uomini disponibili furono spediti al fronte. Per la SVIE e per la SATOV si prospettò la cessazione del servizio per grave carenza di personale.
Terminato il conflitto, l'esercizio sulla Varese-Angera tornò gradualmente su livelli normali, ma i guadagni non erano quelli che si era prospettato in fase di progettazione. Le difficoltà del dopoguerra, la crisi economica, l'instabilità politica non contribuirono a migliorare la situazione e la Crisi del 1929 fece crollare le speranze di una eventuale risalita dei prodotti di esercizio.
Agli inizi del 1937 prese corpo nei vertici della SATOV l'idea di sostituire la tranvia con un autoservizio. La società tranviaria iniziò presso il Ministero dei trasporti le pratiche in tal senso e il 13 luglio 1939, l'Amministrazione Provinciale di Varese deliberò a favore della sostituzione della tranvia. Il previsto programma di esercizio «[…] almeno in un primo tempo, non dovrà essere inferiore a quello in atto della tramvia. Successivamente, se in dipendenza, dell'impiego degli automezzi, il traffico della linea avesse quell'incremento, che è nelle previsioni, l'attuale programma verrebbe opportunamente intensificato su tutto il percorso e potrebbero anche essere istituite corse a carattere tramviario tra Varese e Comerio […]». Inoltre, veniva ribadito che «[…] la sospensione del servizio tranviario, ove sia autorizzata dal Superiore Ministero, non potrà in ogni caso avvenire se non contemporaneamente alla istituzione del corrispondente servizio automobilistico […]».
Nei primi mesi del 1940 la SATOV decise di gestire in proprio il nuovo servizio automobilistico abilitando il personale già disponibile e riqualificando l'officina sociale di Bardello, che sarebbe stata riutilizzata per il rifornimento e le riparazioni dei nuovi veicoli stradali. Il 13 maggio 1940 l'azienda fu autorizzata a sostituire il servizio tranviario a partire dal 1º luglio 1940 sulla tratta da Angera a Gavirate e dal 1º settembre dello stesso anno sul tratto Gavirate-Varese.
Il 1º luglio 1940 la prima corriera sostitutiva a metano con rimorchio prese il via tra Angera e Gavirate. Due mesi più tardi, con il 1º settembre, anche la tratta Gavirate-Varese, venne chiusa definitivamente all'esercizio.

## Caratteristiche
| Unknown route-map component "uexKBHFa" |

| Unknown route-map component "uexHST" |

| Unknown route-map component "uexHST" |

| Unknown route-map component "uexBHF" |

| Unknown route-map component "uexBHF" |

| Unknown route-map component "uexBHF" |

| Unknown route-map component "uexBHF" |

| Unknown route-map component "uexBHF" |

| Unknown route-map component "uexBHF" |

| Unknown route-map component "uexBHF" |

| Unknown route-map component "STR+l" | Unknown route-map component "uxmKRZo" | Unknown route-map component "CONTfq" |

| Station on track | Unknown route-map component "uexBHF" |  |

| Unknown route-map component "CONTgq" | One way rightward | Unused straight waterway |  |  |

| Unknown route-map component "uexBHF" |

| Unknown route-map component "uexBHF" |

| Unknown route-map component "uexBHF" |

| Unknown route-map component "uexBHF" |

|  | Unknown route-map component "CONTgq" | Unused waterway under railway bridge | Stop on transverse track | Unknown route-map component "CONTfq" |

| Unknown route-map component "uexBHF" |

| Unknown route-map component "uexHST" |

|  | Unknown route-map component "CONTgq" | Unused waterway under railway bridge | Transverse track | Unknown route-map component "STR+r" |

|  |  | Unknown route-map component "uexBHF" |  | Stop on track |

|  |  | Unused straight waterway |  | Continuation forward |

| Unknown route-map component "uexBHF" |

| Unknown route-map component "uexBHF" |

| Unknown route-map component "uexKBHFe" |

La tranvia era realizzata secondo i canoni costruttivi dell'epoca, utilizzando rotaie Vignoles nei tratti in sede propria, come presso la stazione di Ispra e rotaie a gola Phoenix lungo la normale viabilità. In virtù della presenza di diversi tratti in sede propria nel complesso l'impianto presentava caratteristiche affini ad una ferrovia.
L'alimentazione, a 600 V in corrente continua, avveniva mediante filo aereo sospeso mediante l'uso di pali a traliccio o amarraggio mediante tiranti agganviati alle facciate degli edifici prospicienti la sede stradale.

### Percorso
Lunga complessivamente 28.075 metri, la linea aveva origine presso la stazione FS di Varese da qui veniva impegnato il cavalcaferrovia sulla linea FNM sul quale veniva attraversato il binario SVIE per via Morosini. Imboccato viale Milano veniva attraversato anche il binario tranviario per Belforte per poi seguire la direttrice lungo via Dandolo e via Vetera fino piazza Beccaria, dove si incrociava anche il binario SVIE diretto alle Bettole. Le fermate urbane erano effettuate in piazza Madonna in Prato, in piazza Cacciatori delle Alpi e in piazza Beccaria.

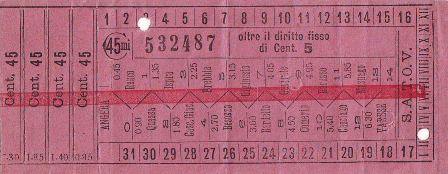
Biglietto Varese-Angera

Percorsa la via Felicita Morandi iniziava un tratto in sede propria di 1,88 km posto lungo un vialone, alla volta di Masnago, dove il binario della SATOV si trovava a un paio di metri dal termine della linea SVIE della rete urbana di Varese. Da qui, mediante due strette curve, il binario raggiungeva la ex strada statale 394 del Verbano Orientale, qui denominata via Regina Elena, che veniva seguita servendo erano servite nell'ordine le località di Casciago, Luvinate, Barasso e Comerio, quest'ultima aggirata mediante un altro tratto in sede propria. Ripresa la viabilità provinciale la linea raggiungeva dunque Gavirate, oltre la quale era presente un ulteriore un tratto in sede propria posto fra i due ponti del torrente Fignano e lungo la strada del cimitero comunale, la tramvia raggiungeva Bardello.
Di nuovo lungo la provinciale, appositamente allargata a cura della SATOV portandone la sezione a 7,70 metri, il binario serviva Besozzo, con una fermata in prossimità della stazione ferroviaria posta lungo la linea Gallarate-Laveno, che veniva sottopassata e Brebbia. Dopo l'ulteriore sottopasso della ferrovia Luino-Novara veniva servita Ispra con una stazione ben più centrale rispetto all'omonimo impianto ferroviario, per raggiungere infine il capolinea orientale di Angera posto dopo via Roma, presso l'imbarcadero.
In totale il percorso comprendeva diciassette fra stazioni e fermate.

## Materiale rotabile
Poche e frammentarie sono le notizie sul materiale rotabile della Varese-Angera. Sicuramente la dotazione della linea, comprendeva una locomotiva elettrica, almeno otto elettromotrici a carrelli, quattro rimorchiate e tredici carri. Le elettromotrici erano numerate dal 15 al 22 ed erano state costruite dalle Officine Meccaniche Reggiane.
I motori di trazione erano degli AEG Thomson Houston della potenza di 48 kW. Questi mezzi avevano la cassa divisa in uno scompartimento di prima classe, due di seconda classe e un piccolo scompartimento per il servizio postale.
L'unica locomotiva in servizio portava il numero 1 e probabilmente anch'essa era stata costruita a Reggio Emilia. La potenza del motore era di 102 kW.

## Galleria d'immagini

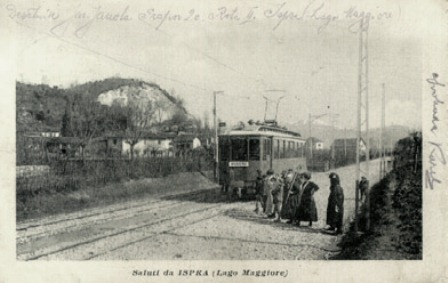
Ispra, tram
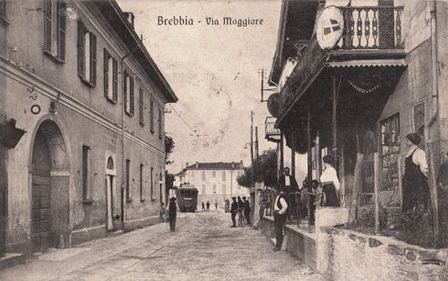
Brebbia, via maggiore
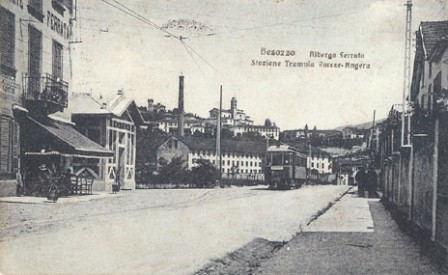
Besozzo, albergo Ferrata
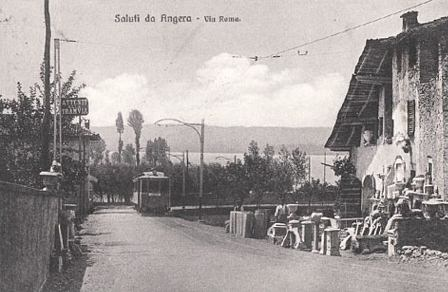
Angera, via Roma
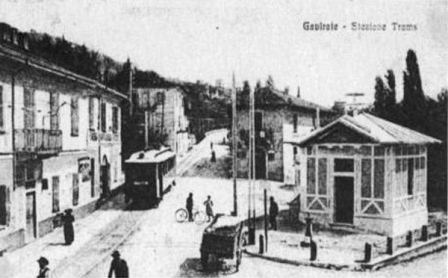
Gavirate, stazione tram